# 木ドラ25
『木ドラ25』（もくドラにじゅうご、もくドラトゥウェンティーファイブ）は、2017年4月14日から2021年3月5日まで、毎週金曜日の1時 - 1時30分（木曜日深夜）にテレビ東京で放送された連続ドラマ枠である。
放送開始当初は動画配信サービスNetflixとテレビ東京が、世界配信を視野に入れた今まで以上に革新的な連続ドラマを発信していくことを目的に設立したドラマシリーズであったが、2018年10月の作品以降はNetflixは制作に関わっていない。
2021年4月改編より、同年4月2日からは放送時間が30分繰り上がり、毎週金曜日0時30分 - 1時（木曜日深夜）に移動。あわせて枠名称も『木ドラ24』（もくドラトゥウェンティーフォー、もくドラにじゅうよん）に変更された。

## 作品

### 2017年
2017年4月、木ドラ25第1弾作品として青野春秋の漫画を原作とする「100万円の女たち」が放送開始。テレビ東京が深夜ドラマで培ってきた独自性と現代的感覚を突き詰め、他の枠との差別化を図る意味で、テレビ東京深夜では珍しいミステリ作品が選ばれた。主演はこれがテレビドラマ初出演にして初主演となるロックバンド・RADWIMPSの野田洋次郎。7月、第2弾作品としてネーム原作者・萩原天晴によるコミック「さぼリーマン 飴谷甘太朗」（漫画・アビディ井上）をドラマ化した「さぼリーマン甘太朗」放送。「いまだかつて見たことのないグルメドラマ」を生み出すことに挑戦し、ハイスピードカメラを多用した映像や、VFXを用いた表現が行われる。主演は、これが連続ドラマ初主演となる歌舞伎俳優・尾上松也。10月、第3弾作品として秋元康が企画・原作を務めるサスペンス「Re:Mind」が放送開始。高校を舞台に繰り広げられる密室サスペンスであり、主演はこれが連続ドラマ初主演となる女性アイドルグループ・けやき坂46。
| # | 放送期間            | 作品               | 主演                   | 備考               |
| - | ------------------- | ------------------ | ---------------------- | ------------------ |
| 1 | 4月14日 - 6月30日   | 100万円の女たち    | 野田洋次郎（RADWIMPS） | 第1弾作品          |
| 2 | 7月14日 - 9月29日   | さぼリーマン甘太朗 | 尾上松也               |                    |
| 3 | 10月20日 - 12月29日 | Re:Mind            | けやき坂46             | 企画・原作は秋元康 |

### 2018年
2018年1月、第4弾作品としてONEによる同名漫画を原作とする「モブサイコ100」が放送開始。超能力を持つ少年の成長を描く青春ドラマで、主演は濱田龍臣が務める。4月、第5弾作品として岩城宏士による同名漫画を原作とする「スモーキング」が放送開始。暗殺集団が悪党を裁くアクション、バイオレンス作品で、主演は石橋凌。7月、第6弾作品として新田章による漫画を許にした「恋のツキ」が放送開始。映画館でアルバイトをするアラサーの主人公が2人の男性の間で揺れ動くさまが描かれる作品で、主演はこれが連続ドラマ初主演となる徳永えりが務める。10月、第7弾作品としてドキュメンタリーバラエティ「藤原竜也の二回道」が放送開始。2014年に放送された俳優・藤原竜也にとって初の冠バラエティ番組「藤原竜也の一回道」の続編であり、映画やドラマでは見られない藤原の素顔に迫り、彼がスケジュールの合間を縫って様々な企画に挑戦する。
| # | 放送期間            | 作品             | 主演     | 備考                                               |
| - | ------------------- | ---------------- | -------- | -------------------------------------------------- |
| 4 | 1月19日 - 4月6日    | モブサイコ100    | 濱田龍臣 |                                                    |
| 5 | 4月20日 - 7月6日    | スモーキング     | 石橋凌   |                                                    |
| 6 | 7月27日 - 10月12日  | 恋のツキ         | 徳永えり |                                                    |
| 7 | 10月19日 - 12月28日 | 藤原竜也の二回道 | 藤原竜也 | 2014年に同局で放送された「藤原竜也の一回道」の続編 |

### 2019年
第8弾作品、2019年の1作目として渋谷直角の漫画を原作とする「デザイナー 渋井直人の休日」を放送。次々に現れるヒロインたちに右往左往する52歳独身デザイナーをコミカルに描いた作品で、主演は俳優生活40周年にして今作で連続ドラマ単独初主演となる光石研。4月、第9弾作品として桂正和の代表作「電影少女」を原作とする「電影少女 -VIDEO GIRL MAI 2019-」を放送。主演は今作が連続ドラマ初主演となる乃木坂46の山下美月。7月より2.5次元舞台を多く手掛けるネルケプランニングの松田誠が原案とプロデュース、「おっさんずラブ」の徳尾浩司が脚本を手掛ける「テレビ演劇 サクセス荘」が放送。「リハーサルは1度だけ」「撮影一発本番」というルールのもと撮影が行われ、都内の片隅に佇む1棟のアパートに暮らす10人の個性豊かな若者たちの姿を描く。出演者は、和田雅成、黒羽麻璃央ら2.5次元舞台で活躍する若手俳優10名。10月期は柊ゆたかの漫画を原作とした「新米姉妹のふたりごはん」を山田杏奈と大友花恋のダブル主演で放送。
| #  | 放送期間            | 作品                           | 主演                          | 備考 |
| -- | ------------------- | ------------------------------ | ----------------------------- | ---- |
| 8  | 1月18日 - 4月5日    | デザイナー 渋井直人の休日      | 光石研                        |      |
| 9  | 4月12日 - 6月28日   | 電影少女 -VIDEO GIRL MAI 2019- | 山下美月（乃木坂46） 萩原利久 |      |
| 10 | 7月12日 - 9月27日   | テレビ演劇 サクセス荘          | 和田雅成他                    |      |
| 11 | 10月11日 - 12月27日 | 新米姉妹のふたりごはん         | 山田杏奈 大友花恋             |      |

### 2020年
1月期はあfろによる同名漫画を原作とし、テレビアニメも制作された「ゆるキャン△」をドラマ化して放送。主演は福原遥が務める。4月期はバラエティ番組「青春高校3年C組」からの派生企画として、同番組のメンバー（主演は日比野芽奈）が出演する学園ミステリー「あなた犯人じゃありません」を放送予定であったが、新型コロナウイルス感染拡大で撮影スケジュールに影響が出たことから無期限延期となり、4月17日から7月3日までは「新米姉妹のふたりごはん」（前年10月期）の再放送、7月10日から9月25日までは「テレビ演劇 サクセス荘2」、10月9日から12月25日までは「30歳まで童貞だと魔法使いになれるらしい」が放送された。
| #  | 放送期間           | 作品                                   | 主演       | 備考 |
| -- | ------------------ | -------------------------------------- | ---------- | ---- |
| 12 | 1月10日 - 3月27日  | ゆるキャン△                            | 福原遥     |      |
| 13 | 7月10日 - 9月25日  | テレビ演劇 サクセス荘2                 | 和田雅成他 |      |
| 14 | 10月9日 - 12月25日 | 30歳まで童貞だと魔法使いになれるらしい | 赤楚衛二   |      |

### 2021年
2020年4月期での放送が延期となっていた「あなた犯人じゃありません」が、1月期に放送されることが正式に決定。過密日程の中で撮影・製作を行い、放送決定に漕ぎ着けたという。
| #  | 放送期間        | 作品                     | 主演       | 備考                                   |
| -- | --------------- | ------------------------ | ---------- | -------------------------------------- |
| 15 | 1月8日 - 3月5日 | あなた犯人じゃありません | 日比野芽奈 | 企画は秋元康（監修も担当）・佐久間宣行 |

## 各局の放送作品
放送時間は各作品の項目を参照。

## 配信
枠設立から「恋のツキ」（18年7月期）まではNetflixの独占配信だった。
「藤原竜也の二回道」（18年10月期）および「テレビ演劇 サクセス荘2」（20年7月期）はひかりTV、「デザイナー 渋井直人の休日」（19年1月期）および「30歳まで童貞だと魔法使いになれるらしい」（20年10月期）はTSUTAYA TV（TSUTAYAプレミアム）、「電影少女 -VIDEO GIRL MAI 2019-」（19年4月期）から「ゆるキャン△」（20年1月期）まではAmazonプライム・ビデオ、「あなた犯人じゃありません」（21年1月期）はParaviの定額見放題サービスにて動画配信されている。
「ゆるキャン△」以降はネットもテレ東（TVer、GYAO!、ニコニコチャンネル）でテレビ東京での放送終了後に最新話が無料配信されていた。